# Şenol Çorlu
Şenol Çorlu (* 3. Dezember 1961 in Ankara) ist ein ehemaliger türkischer Fußballspieler und -trainer. Durch seine langjährige Tätigkeit für Fenerbahçe Istanbul wird er sehr stark mit diesem Verein assoziiert. Von Fan- und Vereinsseiten wird er als einer der bedeutendsten Spieler der Klubgeschichte aufgefasst. Mit 207 Erstligaeinsätzen für Fenerbahçe ist er der Spieler mit den vierzehnthäufigsten Süper-Lig-Einsätzen der Vereinsgeschichte. Ferner ist er mit seinen 51 Erstligatoren der zwölfterfolgreichste Torschütze des Vereins.
Nachdem im Sommer 1988 von Trabzonspor Şenol Ustaömer zu Fenerbahçe wechselte, wurde Çorlu fortan als Büyük Şenol (zu dt.: Der große Şenol) bezeichnet. Zu dieser Zeit war es im türkischen Fußball üblich, die Fußballer nur mit Vornamen zu nennen. Der Ältere der Spieler wurde als der Große und der Jüngere als der Kleine bezeichnet. Um Çorlu von Ustaömer unterscheiden zu können, wurde der jüngere Ustaömer als Küçük Şenol (zu dt.: Der kleine Şenol).

## Spielerkarriere

### Vereine
Çorlu begann mit dem Vereinsfußball in der Nachwuchsabteilung von Hauptstadtverein Petrol Ofisi SK, der Sportmannschaft der staatlichen Erdölförderungsgesellschaft. Hier stieg er in der zweiten Hälfte der 1970er Jahre in den Profikader auf. Nachdem der Verein im Sommer 1979 den Klassenerhalt in der Türkiye 3. Futbol Ligi verpasste und in die regionale Amateurliga absteigen musste, verließ Çorlu den Klub Richtung Erstligist Orduspor. Trotz des neuen Umfeldes und seines jungen Alters eroberte er sich hier schnell einen Stammplatz und stieg nebenher zum U-21-Nationalspieler auf. Nachdem Orduspor zum Sommer 1981 überraschend den Klassenerhalt verfehlte und in die 2. Liga absteigen musste, verließ Çorlu auch diesen Klub und heuerte beim Erstliganeuling Sakaryaspor an. Dieser Verein hatte es mit einigen gestandenen Spielern wie Coşkun Demirbakan, Turgay İnal, Zafer Göncüler und vielen jungen Spielern geschafft im Sommer 1981 zum ersten Mal in seiner Karriere in die 1. Lig aufzusteigen. In der Mannschaften befanden sich damals junge und damals unbekannten Spielern wie Nezihi Tosuncuk, Oğuz Çetin, Bahri Kaya, Aykut Yiğit, zusammen, die alle später zu wichtigen Persönlichkeiten im türkischen Fußball werden sollten. In diesem Umfeld beendete die Mannschaft die Spielsaison 1981/82 auf dem 5. Tabellenplatz und avancierte zur Überraschungsmannschaft der Saison. Damit erreichte die Mannschaft die beste Erstligaplatzierung ihrer Vereinsgeschichte. Çorlu bildete mit Bahri Kaya, Aykut Yiğit und Tuna Güneysu den Sturm seiner Mannschaft und stieg mit seinen Leistungen zum A-Nationalspieler auf. In den beiden nächsten Spielzeiten etablierte er sich immer mehr zum Leistungsträger, sodass er zu den gefragtesten Youngstern der Liga wurde.
Im Sommer 1984 wechselte Çorlu zum Istanbuler Spitzenklub Fenerbahçe SK. Auch hier etablierte er sich auf Anhieb zum Stammspieler und bildete mit seinen Sturmpartnern İlyas Tüfekçi, Selçuk Yula und Dušan Pešić ein erfolgreiches Sturmgespann. Am Saisonende beendete die Mannschaft punktgleich zu Beşiktaş Istanbul die Saison aufgrund des besseren Torverhältnisses als Meister. Zudem wurde in dieser Saison der Präsidenten-Pokal und der Marinepokal gewonnen. Die nachfolgende Spielzeit verlief für Fenerbahçe enttäuschend. Als einziger Lichtblick konnte die Mannschaft im Europapokal der Landesmeister verbuchen. Hier traf man auf den amtierenden französischen Meister Girondins Bordeaux. Zu diesem Zeitpunkt war das Verhältnis zwischen der Türkei und Frankreich wegen der Anschläge der Asala-Terrororganisation sehr angespannt. Ferner schieden die türkischen Mannschaften ausnahmslos in den europäischen Vereinspokalwettbewerben in der ersten Runde aus. Unter diesen Umständen wurde Bordeaux als haushoher Favorit gehandelt. Im ersten Spiel, welches in Bordeaux gespielt wurde, siegte Fenerbahçe in einem packenden Spiel völlig überraschend mit 3:2. Çorlu zählte zu den besten Spielern der Partie und erzielte den wichtigen 2:1-Führungstreffer für seine Mannschaft, welches auch das 50. Tor Fenerbahçes in den europäischen Vereinspokalwettbewerben war. Das Rückspiel, in dem ein Tor Çorlus nicht anerkannt wurde, endete mit 0:0. Dadurch setzte sich Fenerbahçe in diesem brisanten Aufeinandertreffen überraschend gegen Bordeaux durch und wurde deswegen in der Heimat frenetisch gefeiert. Da vor dieser Saison der Stürmer Srebrenko Repčić den Verein verließ, Yula verletzungsbedingt ausfiel und Tüfekçi Formschwächen plagten, wurde Çorlu als Mittelstürmer eingesetzt. In dieser Rolle erzielte er in der Liga 14 Tore und wurde mit Abstand der erfolgreichste Torjäger seiner Mannschaft. Auch die nächsten beiden Spielzeiten verfehlte Çorlus Mannschaft die Meisterschaft.
Zur neuen Saison wurde mit Todor Veselinović der Meistertrainer aus der Spielzeit 1984/85 verpflichtet. Zudem verpflichtete der Verein mit dem deutschen Torhüter Toni Schumacher einen international Star. Ferner investierte die Vereinsführung weiter in die Mannschaft und verpflichtete mit Şenol Ustaömer, Oğuz Çetin, Aykut Kocaman, Turhan Sofuoğlu, Hasan Vezir, Hakan Tecimer und Orhan Kapucu Stars bzw. wichtige Youngsters der damaligen Zeit. Mit dieser Mannschaft spielte Fenerbahçe eine überragende Saison. Die Saison wurde mit zehn Punkten Vorsprung auf den Zweitplatzierten Galatasaray beendet. Zudem erzielte die Mannschaft über die gesamte Saison 103 Tore und erspielte damit einen neuen Torrekord der Süper Lig. Diese Mannschaft ging als Meistermannschaft mit 103 Toren in die Vereinsannalen ein. Çorlu verlor relativ schnell seinen Stammplatz an die drei Stürmer Rıdvan Dilmen, Kocaman und Vezir und kam bis zum Saisonende auf lediglich 17 Ligaeinsätze. Nachdem in der nächsten Saison Vezir überraschend zum Erzrivalen Galatasaray Istanbul gewechselt war und Dilmen lange verletzungsbedingt ausfiel, stieg Çorlu wieder zum Stammspieler auf. Er bildete mit Kocaman und Erdi Demir den Sturm sines Vereins. Mit 18 Toren in 32 Ligaspielen wurde er der erfolgreichste Torschütze seines und erlebte die torreichste Saison seiner Karriere. Sein Team wurde hinter dem Erzrivalen Beşiktaş Vizemeister. Die nächste Spielzeit misslang es Çorlu seine Vorjahresleistung zu wiederholen. Er blieb zwar über weite Strecken Stammspieler, musste aber in einigen Spielen dem wiedergenesenen Dilmen weichen. Nach diesen zwei erfolglosen Jahren verpflichtete der Klub zum Sommer vom Erzrivalen Galatasaray den Stürmerstar Tanju Çolak und lieb den Brasilianer Gérson Caçapa aus. Der neue Trainer Jozef Vengloš entschied sich im Sturm für die Spieler Kocaman, Çolak, Vokrri und Caçapa. So kam Çorlu bis zur Winterpause auf lediglich zwei Pflichtspieleinsätze.
In der Winterpause der Spielzeit 1991/92 wurde schließlich Çorlu an den Zweitligisten Antalyaspor ausgeliehen. Bereits im März 1992 wurde er dann noch innerhalb der gleichen Spielzeit zurückgeholt. Mit einem Abschiedsspiel, in dem Fenerbahçe und Trabzonspor aufeinander trafen, beendete er schließlich im Sommer 1992 seine Spielerkarriere.

### Nationalmannschaft
Çorlu Nationalmannschaftskarriere begann zu seiner Zeit bei Petrol Ofisi SK. Hier fiel er den Verantwortlichen der türkischen U-18-Nationalmannschaft auf die ihn in den Kader für eine anstehende Testpartie nominierten. So gab Çorlu gegen die U-18 Polens sein allgemeines Länderspieldebüt. Nach diesem Debüt spielte Çorlu zwei weitere Male für die türkische U-18-Auswahl.
Im April 1981 wurde er dann das erste Mal in den Kader der Türkischen U-21-Nationalmannschaft nominiert und spielte im Spiel gegen die Tschechoslowakische U-21-Nationalmannschaft das erste Mal für die U-21 seines Landes. Bis ins Jahr 1984 absolvierte er neun weitere U-21-Einsätze. In den meisten dieser Spiele war Çorlu allerdings über 21 Jahre alt.
Im Jahr 1981 wurde er vom amtierenden Nationalcoach Fethi Demircan in den Kader der Türkischen A-Nationalmannschaft berufen und gab im WM-Qualifikationsspiel gegen die Nationalmannschaft der UdSSR sein A-Länderspieldebüt. Bis zum Frühling 1986 kam Birant zu 14 weiteren Länderspieleinsätzen.

## Trainerkarriere
Ein Jahr nach seinem Karriereende startete Çorlu seine Trainerlaufbahn, indem er bei Fenerbahçe Istanbul als Nachwuchstrainer zu arbeiten begann. Nach etwa zwei Jahren nahm er im November 1995 bei Karagümrük SK den Posten des Co-Trainers an. Bereits zwei Monate später beerbte er den Cheftrainer und betreute in dieser Funktion den Verein bis zum Saisonende. Im Oktober des gleichen Jahres übernahm er Beylerbeyi SK. Diesen Verein betreute er allerdings nur zwei Wochen lang. Nach einer kurzen Co-Trainertätigkeit bei Çanakkale Dardanelspor trainierte er der Reihe die Vereine Edirnespor, Aydınspor und Malatyaspor als Cheftrainer.
In der Spielzeit 1999/2000 übernahm er bei Fenerbahçe Istanbul den Co-Trainerposten und assistierte seinem ehemaligen Teamkollegen Rıdvan Dilmen. Dieser besaß zu dieser Zeit keine Trainerlizenz, weshalb Çorlu formell als Cheftrainer geführt wurde. Nachdem Dilmen bereits Ende September 1999 sein Amt niederlegte, verließ auch Çorlu im Oktober den Klub.
Çorlu trainierte nach Fenerbahçe die Klubs Konya SÜ Endüstri SK und Sapanca Gençlikspor als Cheftrainer. 2006 begann er wieder bei Fenerbahçe als Nachwuchstrainer zu arbeiten. Später wurde er zum Koordinator der gesamten Nachwuchsabteilung befördert.

## Erfolge
Mit Sakaryaspor
- Tabellenfünfter der Süper Lig: 1981/82

Mit Fenerbahçe Istanbul
- Türkische Meisterschaft: 1984/85, 1988/89
- Präsidenten-Pokalspieler: 1984/85, 1989/90
- Premierminister-Pokalsieger: 1988/89
- Marinepokalsieger: 1984/85
- TSYD-Istanbul-Pokalsieger: 1985/86, 1986/87